# Metal Fatigue
| Críticas profissionais | Críticas profissionais |
| Avaliações da crítica  | Avaliações da crítica  |
| Fonte                  | Avaliação              |
| ---------------------- | ---------------------- |
| Allmusic               | [ 1 ]                  |

Metal Fatigue é o quarto álbum do guitarrista virtuoso inglês Allan Holdsworth, lançado em 1985. Segundo a revista GuitarPlayer Brasil, Metal Fatigue é, juntamente ao álbum Secrets, de 1989, os dois trabalhos mais conhecidos do guitarrista.
Nos anos 1980, quando a banda Van Halen estava no auge de sua carreira e mandava soltar e prender na Warner Bros., o guitarrista Eddie Van Halen "recomendou" que a gravadora editasse um disco de Allan Holdsworth, que era um de seus guitarristas preferidos. O disco lançado pela Warner foi o "Metal Fatigue".

## Faixas
Todas as faixas foram compostas por Allan Holdsworth, exceto onde indicado.
| N.º            | Título                    | Compositor(es)        | Duração |  |
| 1.             | "Metal Fatigue"           | letra: Paul Williams  | 4:56    |  |
| 2.             | "Home"                    |                       | 5:33    |  |
| 3.             | "Devil Take the Hindmost" |                       | 5:36    |  |
| 4.             | "Panic Station"           | letra: Paulo Williams | 3:36    |  |
| 5.             | "The Un-Merry-Go-Round"   |                       | 14:10   |  |
| 6.             | "In the Mystery"          | letra: Paul Korda     | 3:49    |  |
| Duração total: | Duração total:            | Duração total:        | 37:40   |  |

## Créditos musicais
- Allan Holdsworth – guitarra, engenheiro de som, produção
- Paul Williams – vocais (faixas 1, 4)
- Paul Korda – vocais (faixa 6)
- Alan Pasqua – teclados
- Chad Wackerman – bateria (exceto as faixas 5, 6)
- Gary Husband – bateria (faixa 5)
- "Mac Hine" – bateria (faixa 6)
- Jimmy Johnson – Baixo (exceto a faixa 5)
- Gary Willis – Baixo (faixa 5)

### Demais créditos
- Robert Feist – engenharia
- Dan Humann – engenharia
- Dennis McKay – engenharia
- Biff Vincent – engenharia
- Gary Wagner – engenharia